# Lepidura tenebrosa
Lepidura tenebrosa är en stekelart som beskrevs av Dasch 1974. Lepidura tenebrosa ingår i släktet Lepidura och familjen brokparasitsteklar. Inga underarter finns listade i Catalogue of Life.